# تایکای اوموتو
تایکای اوموتو (انگلیسی: Taikai Uemoto؛ زادهٔ ۱ ژوئن ۱۹۸۲) بازیکن فوتبال اهل ژاپن است.
از باشگاه‌هایی که در آن بازی کرده‌است می‌توان به باشگاه فوتبال جوبیلو ایواتا و باشگاه فوتبال سرزو اوساکا اشاره کرد.